# Arctia
Arctia is een geslacht van vlinders uit de familie van de spinneruilen (Erebidae) en de onderfamilie van de beervlinders (Arctiinae).

## De soorten
- Arctia allardi - Oberthür
- Arctia biddenbrocki
- Arctia brachyptera - Troubridge & Lafontaine, 2000
- Arctia caja (Grote beervlinder) - Linnaeus, 1758
- Arctia dido - Wagner, 1841
- Arctia fasciata - Villers, 1789
- Arctia festiva - Hufnagel
- Arctia flavia - Fuessly, 1779
- Arctia intercalaris - Eversmann, 1843
- Arctia maculata - Contarini, 1847
- Arctia olschwangi - Dubatolov, 1990
- Arctia opulenta - H. Edwards, 1881
- Arctia pallida - O. Schultz, 1904
- Arctia rueckbeili - Püngeler, 1901
- Arctia sajana - Bang-Haas, 1927
- Arctia thibetica - Felder, 1874
- Arctia tigrina - Villers, 1789
- Arctia truncata - Kotzsch, 1937
- Arctia ungemachi - Le Cerf, 1924
- Arctia villica (Roomvlek) - (Linnaeus, 1758)